# アンドリュー・パイパー
アンドリュー・パイパー（Andrew Pyper、1968年 - 2025年1月3日）は、カナダの小説家。男性。

## 来歴
カナダ・オンタリオ州ストラトフォード生まれ。両親はアイルランドからの移民。高校卒業後、ケベック州モントリオールのマギル大学に進学し、英文学の修士号を取得。その後、オンタリオ州に戻ってトロントで法律を学び、弁護士資格を取得。その後はトロントに在住。1996年、短編集"Kiss Me"でデビュー。1999年に刊行した初の長編作品『ロスト・ガールズ』はベストセラーとなり、カナダ推理作家協会主催のアーサー・エリス賞の最優秀デビュー長編賞を受賞した。
2025年1月3日、癌の合併症によりトロント西郊外の家で死去。56歳没。

## 日本語訳作品
- ロスト・ガールズ （訳：堀内静子、2001年3月、早川書房、ISBN 9784152083371）（Lost Girls (1999)）
  - アーサー・エリス賞（カナダ推理作家協会賞）最優秀デビュー長編賞受賞
- キリング・サークル （訳：佐藤耕士、2009年9月、新潮文庫、ISBN 9784102173619） (The Killing Circle (2008))

## 作品リスト
英語で執筆。
- Kiss Me (1996)
- Lost Girls (1999) （ロスト・ガールズ）
- The Trade Mission (2002)
- The Wildfire Season (2005)
- The Killing Circle (2008) （キリング・サークル）
- The Guardians (2011)